# كوبا أمريكا 1995
بطولة  كوبا أمريكا 1995  لكرة القدم والتي استضافتها الأوروغواي. تمكن خلالها منتخب الأوروغواي من الظفر باللقب، بعد أن فاز على البرازيل 5-3 بركلات الترجيح بعد تعادلهما 1-1 في المباراة النهائية. شارك جميع أعضاء كونميبول (10) في البطولة، بالإضافة إلى المكسيك والولايات المتحدة الأمريكية والتي دعيت إلى البطولة كمنتخبات زائرة والوصول إلى 12 فريقًا.
الولايات المتحدة كانت مفاجأة البطولة بفوزه على حامل اللقب الأرجنتين 3-0 وتصدر المجموعة. بل ذهبت أبعد من ذلك بعد أن تمكنت من هزيمة المكسيك بضربات الترجيح في الدور الثاني، لكنها خسرت أمام البرازيل 1-0 في الدور قبل النهائي. قبل أن تخسر أمام كولومبيا 4-1 في مباراة تحديد المركز الثالث واحتل بذلك المركز الرابع في الترتيب العام.
في هذه النسخة من البطولة، لم يتم الالتجاء للعب الأوقات الإضافية أبدًا لكسر التعادل بين الفريقين المتعادلين خلال الوقت الأصلي للمباراة. وبدلًا من ذلك ذهبت مباشرة إلى ركلات الترجيح.

## المجموعات
قسمت الفرق إلى ثلاث مجموعات كل مجموعة أربعة فرق. جرى تشكيل مجموعات من قبل اتحاد أمريكا الجنوبية لكرة القدم من خلال القرعة.
كل فريق يلعب مباراة واحدة ضد كل من الفرق الأخرى ضمن نفس المجموعة. ويتم منح ثلاثة (3) نقاط للفوز ونقطة للتعادل وصفر للخسارة.
يتأهل الحاصلون على المراكز الأولى والثانية من كل مجموعة مباشرة إلى الدور ربع النهائي، ويتم اختيار أفضل فريق صاحب المركز الثالث وثاني أفضل فريق صاحب المركز الثالث للتقدم إلى الدور ربع النهائي.
نظام كسر التعادل.
إذا تساوى فريقين بالنقاط يتم اللجوء إلى كسر التعادل حسب التسلسل:
- أكبر فارق أهداف بمجموع مباريات الفريق في المجموعة ؛
- أكبر عدد من الأهداف سجل بمجموع مباريات الفريق في المجموعة ؛
- الفائز في المواجهة المباشرة بين الفريقين.؛
- سحب القرعة.

### المجموعة A
| الفريق     | نقاط | لعب | ف | ت | خ | له | عليه | الفرق |
| ---------- | ---- | --- | - | - | - | -- | ---- | ----- |
| الأوروغواي | 7    | 3   | 2 | 1 | 0 | 6  | 2    | +4    |
| باراغواي   | 6    | 3   | 2 | 0 | 1 | 5  | 4    | +1    |
| المكسيك    | 4    | 3   | 1 | 1 | 1 | 5  | 4    | +1    |
| فنزويلا    | 0    | 3   | 0 | 0 | 3 | 4  | 10   | −6    |

| الأوروغواي                                                                       | 4–1 | فنزويلا     |
| -------------------------------------------------------------------------------- | --- | ----------- |
| دانيال فونسيكا 14' · مارتشيلو اوتيرو 25' · إنزو فرانسيسكولي 75' (ر.ج) · بويت 84' |     | دولغيتا 53' |

| باراغواي                          | 2–1 | المكسيك         |
| --------------------------------- | --- | --------------- |
| خوسيه كاردوزو 63' · سامانييغو 73' |     | لويس غارسيا 44' |

| الأوروغواي           | 1–0 | باراغواي |
| -------------------- | --- | -------- |
| إنزو فرانسيسكولي 13' |     |          |

| المكسيك                                         | 3–1 | فنزويلا                      |
| ----------------------------------------------- | --- | ---------------------------- |
| لويس غارسيا 41' (ر.ج), 57' (ر.ج) · اسبينوزا 76' |     | كامبوس 65' (بالخطأ في مرماه) |

| باراغواي                                            | 3–2 | فنزويلا                   |
| --------------------------------------------------- | --- | ------------------------- |
| خوسيه كاردوزو 35' · خوان فيلامايور 64' · غامارا 83' |     | ميراندا 13' · دولغيتا 68' |

| الأوروغواي   | 1–1 | المكسيك         |
| ------------ | --- | --------------- |
| ساراليغي 79' |     | لويس غارسيا 67' |

### المجموعة B
| الفريق    | نقاط | لعب | ف | ت | خ | له | عليه | الفرق |
| --------- | ---- | --- | - | - | - | -- | ---- | ----- |
| البرازيل  | 9    | 3   | 3 | 0 | 0 | 6  | 0    | +6    |
| كولومبيا  | 4    | 3   | 1 | 1 | 1 | 2  | 4    | −2    |
| الإكوادور | 3    | 3   | 1 | 0 | 2 | 2  | 3    | −1    |
| بيرو      | 1    | 3   | 0 | 1 | 2 | 2  | 5    | −3    |

| كولومبيا            | 1–1 | بيرو         |
| ------------------- | --- | ------------ |
| فاوستينو اسبريا 68' |     | بالاسيوس 80' |

| البرازيل     | 1–0 | الإكوادور |
| ------------ | --- | --------- |
| رونالداو 73' |     |           |

| كولومبيا         | 1–0 | الإكوادور |
| ---------------- | --- | --------- |
| فريدي رينكون 44' |     |           |

| البرازيل                      | 2–0 | بيرو |
| ----------------------------- | --- | ---- |
| زينهو 77' (ر.ج) · ادموندو 82' |     |      |

| الإكوادور           | 2–1 | بيرو                          |
| ------------------- | --- | ----------------------------- |
| دياز 61' · مورا 75' |     | هورتادو 82' (بالخطأ في مرماه) |

| البرازيل                                                       | 3–0 | كولومبيا |
| -------------------------------------------------------------- | --- | -------- |
| ليوناردو 30' · توليو 76' · رينيه هيغويتا 85' (بالخطأ في مرماه) |     |          |

### المجموعة C
| الفريق           | نقاط | لعب | ف | ت | خ | له | عليه | الفرق |
| ---------------- | ---- | --- | - | - | - | -- | ---- | ----- |
| الولايات المتحدة | 6    | 3   | 2 | 0 | 1 | 5  | 2    | +3    |
| الأرجنتين        | 6    | 3   | 2 | 0 | 1 | 6  | 4    | +2    |
| بوليفيا          | 4    | 3   | 1 | 1 | 1 | 4  | 4    | 0     |
| تشيلي            | 1    | 3   | 0 | 1 | 2 | 3  | 8    | −5    |

| الولايات المتحدة | 2–1 | تشيلي                 |
| ---------------- | --- | --------------------- |
| وينالدا 14', 20' |     | سيباستيان روزنتال 63' |

| الأرجنتين                              | 2–1 | بوليفيا    |
| -------------------------------------- | --- | ---------- |
| غابرييل باتيستوتا 70' · ابيل بالبو 81' |     | انغولا 75' |

| بوليفيا       | 1–0 | الولايات المتحدة |
| ------------- | --- | ---------------- |
| ايتشيفيري 23' |     |                  |

| الأرجنتين                                               | 4–0 | تشيلي |
| ------------------------------------------------------- | --- | ----- |
| غابرييل باتيستوتا 1', 51' · سيميوني 6' · ابيل بالبو 54' |     |       |

| بوليفيا                 | 2–2 | تشيلي               |
| ----------------------- | --- | ------------------- |
| ميركادو 78' · راموس 87' |     | ايفو باساي 55', 61' |

| الولايات المتحدة                     | 3–0 | الأرجنتين |
| ------------------------------------ | --- | --------- |
| كلوباس 20' · لالاس 31' · وينالدا 58' |     |           |

### أفضل مركز ثالث
في نهاية المرحلة الأولى، تمت المقارنة لأفضل فريقين صاحبة المركز الثالث في كل مجموعة لتتقدم إلى الدور ربع النهائي.
| المجموعة | الفريق    | نقاط | لعب | ف | ت | خ | له | عليه | الفرق |
| -------- | --------- | ---- | --- | - | - | - | -- | ---- | ----- |
| A        | المكسيك   | 4    | 3   | 1 | 1 | 1 | 5  | 4    | +1    |
| C        | بوليفيا   | 4    | 3   | 1 | 1 | 1 | 4  | 4    | 0     |
| B        | الإكوادور | 3    | 3   | 1 | 0 | 2 | 2  | 3    | −1    |

المكسيك (أفضل مركز ثالث) و بوليفيا (ثاني أفضل مركز ثالث) تأهلت لدور الثمانية.

## الأدوار النهائية
|  | ربع النهائي           | ربع النهائي          |                       |                  | نصف النهائي   | نصف النهائي   |  |  | النهائي              | النهائي |
|  |                       |                      |                       |                  |               |               |  |  |                      |         |
|  | 16 يوليو - مونتيفيديو |                      |                       |                  |               |               |  |  |                      |         |
|  |                       |                      |                       |                  |               |               |  |  |                      |         |
|  | كولومبيا              | 1 (5)                |                       |                  |               |               |  |  |                      |         |
|  | كولومبيا              | 1 (5)                | 19 يوليو - مونتيفيديو |                  |               |               |  |  |                      |         |
|  | باراغواي              | 1 (4)                |                       |                  |               |               |  |  |                      |         |
|  | باراغواي              | 1 (4)                | الأوروغواي            | 2                |               |               |  |  |                      |         |
|  | 16 يوليو - مونتيفيديو |                      | الأوروغواي            | 2                |               |               |  |  |                      |         |
|  |                       | كولومبيا             | 0                     |                  |               |               |  |  |                      |         |
|  | الأوروغواي            | كولومبيا             | 0                     | 2                |               |               |  |  |                      |         |
|  | الأوروغواي            |                      | 22 يوليو - مونتيفيديو | 2                |               |               |  |  |                      |         |
|  | بوليفيا               | 1                    |                       |                  |               |               |  |  |                      |         |
|  | بوليفيا               | 1                    | الأوروغواي            | 1 (5)            |               |               |  |  |                      |         |
|  | 17 يوليو - بايساندو   |                      | الأوروغواي            | 1 (5)            |               |               |  |  |                      |         |
|  |                       | البرازيل             | 1 (3)                 |                  |               |               |  |  |                      |         |
|  | الولايات المتحدة      | البرازيل             | 1 (3)                 | 0 (4)            |               |               |  |  |                      |         |
|  | الولايات المتحدة      | 20 يوليو - مالدونادو |                       | 0 (4)            |               |               |  |  |                      |         |
|  | المكسيك               | 0 (1)                |                       |                  |               |               |  |  |                      |         |
|  | المكسيك               | 0 (1)                | البرازيل              | 1                | المركز الثالث | المركز الثالث |  |  |                      |         |
|  | 17 يوليو - ريفيرا     |                      | البرازيل              | 1                | المركز الثالث | المركز الثالث |  |  |                      |         |
|  |                       | الولايات المتحدة     | 0                     |                  |               |               |  |  |                      |         |
|  | البرازيل              | الولايات المتحدة     | 0                     | 2 (4)            | كولومبيا      | 4             |  |  |                      |         |
|  | البرازيل              |                      |                       | 2 (4)            | كولومبيا      | 4             |  |  |                      |         |
|  | الأرجنتين             | 2 (2)                |                       | الولايات المتحدة | 1             |               |  |  |                      |         |
|  | الأرجنتين             | 2 (2)                |                       |                  | 1             |               |  |  |                      |         |
|  |                       |                      |                       |                  |               |               |  |  | 22 يوليو - مالدونادو |         |
|  |                       |                      |                       |                  |               |               |  |  |                      |         |

### ربع النهائي
| كولومبيا         | 1–1 | باراغواي           |
| ---------------- | --- | ------------------ |
| فريدي رينكون 53' |     | خوان فيلامايور 26' |

|  | ضد |  |
|  | -- |  |
|  |    |  |

| الأوروغواي                              | 2–1 | بوليفيا           |
| --------------------------------------- | --- | ----------------- |
| مارتشيلو اوتيرو 1' · دانيال فونسيكا 30' |     | كارلوس سانشيز 71' |

| الولايات المتحدة | 0–0 | المكسيك |
| ---------------- | --- | ------- |
|                  |     |         |

|  | ضد |  |
|  | -- |  |
|  |    |  |

| البرازيل               | 2–2 | الأرجنتين                             |
| ---------------------- | --- | ------------------------------------- |
| ادموندو 9' · توليو 81' |     | ابيل بالبو 2' · غابرييل باتيستوتا 29' |

|  | ضد |  |
|  | -- |  |
|  |    |  |

### نصف النهائي
| الأوروغواي                        | 2–0 | كولومبيا |
| --------------------------------- | --- | -------- |
| ادونلفي 51' · مارتشيلو اوتيرو 70' |     |          |

| البرازيل    | 1–0 | الولايات المتحدة |
| ----------- | --- | ---------------- |
| ألدايير 13' |     |                  |

### المركز الثالث
| كولومبيا                                                        | 4–1 | الولايات المتحدة |
| --------------------------------------------------------------- | --- | ---------------- |
| كوينونيز 30' · فالديراما 38' · فاوستينو اسبريا 50' · رينكون 76' |     | مور 52' (ر.ج)    |

### النهائي
| الأوروغواي   | 1–1 | البرازيل  |
| ------------ | --- | --------- |
| بنغوتشيا 51' |     | توليو 30' |

|  | ضد |  |
|  | -- |  |
|  |    |  |

## الفائز
| بطل كوبا أمريكا 1995              |
| --------------------------------- |
| · الأوروغواي · للمرة الرابعة عشرة |

## الهدافين
| 4 أهداف - غابرييل باتيستوتا - لويس غارسيا 3 أهداف - ابيل بالبو - توليو - فريدي رينكون - إريك وينالدا - مارتشيلو اوتيرو هدفان - ادموندو - ايفو باساي - فاوستينو اسبريا - خوسيه كاردوزو - خوان فيلامايور - دانيال فونسيكا - إنزو فرانسيسكولي - خوسيه لويس دولغيتا بالخطأ في مرماه - رينيه هيغويتا - إيفان هورتادو - جورج كامبوس | هدف وحيد - دييغو سيميوني - ديميتريو انغولا - ماركو ايتشيفيري - ميغيل ميركادو - موريسيو راموس - كارلوس سانشيز - ألدايير - ليوناردو - رونالداو - زينهو - سيباستيان روزنتال - لويس كوينونيز - كارلوس فالديراما - انرجيو دياز - خوسيه مورا - إدواردو اسبينوزا - كارلوس غامارا - سامانييغو - روبرتو بالاسيوس - ادغاردو ادونلفي - بابلو بنغوتشيا - غوستافو بويت - مارسيلو ساراليغي - فرانك كلوباس - اليكسي لالاس - جو ماكس مور - غابرييل ميراندا |

## إحصاءات
| الفريق           | نقاط | لعب | ف | ت | خ | له | عليه | الفرق | الكفاءة |
| ---------------- | ---- | --- | - | - | - | -- | ---- | ----- | ------- |
| الأوروغواي       | 14   | 6   | 4 | 2 | 0 | 11 | 4    | +7    | 77.8%   |
| البرازيل         | 14   | 6   | 4 | 2 | 0 | 10 | 3    | +7    | 77.8%   |
| كولومبيا         | 8    | 6   | 2 | 2 | 2 | 7  | 8    | -1    | 44.4%   |
| الأرجنتين        | 7    | 4   | 2 | 1 | 1 | 8  | 6    | +2    | 58.3%   |
| باراغواي         | 7    | 4   | 2 | 1 | 1 | 6  | 5    | +1    | 58.3%   |
| الولايات المتحدة | 7    | 6   | 2 | 1 | 3 | 6  | 7    | -1    | 38.9%   |
| المكسيك          | 5    | 4   | 1 | 2 | 1 | 5  | 4    | +1    | 41.7%   |
| بوليفيا          | 4    | 4   | 1 | 1 | 2 | 5  | 6    | -1    | 33.3%   |
| الإكوادور        | 3    | 3   | 1 | 0 | 2 | 2  | 3    | -1    | 33.3%   |
| بيرو             | 1    | 3   | 0 | 1 | 2 | 2  | 5    | -3    | 25.0%   |
| تشيلي            | 1    | 3   | 0 | 1 | 2 | 3  | 8    | -5    | 25.0%   |
| فنزويلا          | 0    | 3   | 0 | 0 | 3 | 4  | 10   | -6    | 0.0%    |